# Rue du Sergent-Vigné
La rue du Sergent-Vigné est une voie de Toulouse, chef-lieu de la région Occitanie, dans le Midi de la France.

## Situation et accès

### Description
La rue du Sergent-Vigné est une voie publique. Elle se trouve dans le quartier de la Côte-Pavée.
Elle naît perpendiculairement au chemin de Lafilaire, dans le prolongement de la rue Gauthier. Longue de 475 mètres, elle est orientée au nord-ouest. Elle rencontre, après 231 mètres, le chemin du Coin-de-la-Moure. Elle se poursuit au nord-ouest, recevant à droite, après 149 mètres, la rue Nicolas-Grandmaison, puis se termine au carrefour de l'avenue Raymond-Naves, face au centre paroissial Saint-François d'Assise (actuel no 37 avenue Raymond-Naves).
La chaussée compte une voie de circulation automobile à double sens entre le chemin de Lafilaire et le chemin du Coin-de-la-Moure, et en sens unique entre l'avenue Raymond-Naves et le chemin du Coin-de-la-Moure. Elle appartient à une zone 30 et la vitesse y est limitée à 30 km/h. Il n'existe pas de bande, ni de piste cyclable, quoiqu'elle soit à double-sens cyclable.

### Voies rencontrées
La rue du Sergent-Vigné rencontre les voies suivantes, dans l'ordre des numéros croissants (« g » indique que la rue se situe à gauche, « d » à droite) :
1. Chemin de Lafilaire
2. Chemin du Coin-de-la-Moure
3. Rue Nicolas-Grandmaison (d)
4. Avenue Raymond-Naves

### Transports
La rue du Sergent-Vigné n'est pas directement desservie par les transports en commun Tisséo. Elle est cependant proche de l'avenue Jean-Rieux, parcourue par la ligne de Linéo L8 et se trouve à proximité de la future station Côte-Pavée, sur la ligne de métro . Au nord, sur l'avenue Camille-Pujol se trouvent également les arrêts de la ligne de Linéo L1.
Les stations de vélos en libre-service VélôToulouse les plus proches sont les stations no 197 (6 avenue Louis-Blériot), no 206 (20 avenue Armand-Leygue) et no 213 (129 avenue de Castres).

## Odonymie
La rue, ouverte en 1917, est nommée Bénac, du nom du propriétaire des terrains sur lesquels elle a été tracée. En 1923, quelques années après la fin de la Première Guerre mondiale, elle est renommée en hommage au sergent Vigné. Il s'agit peut-être d'Armand Vigné (1893-1914), sergent au 214e régiment d'infanterie, mort à Dieppe, à la suite de blessures reçues au combat.

## Histoire

### Époque contemporaine
Dans la deuxième moitié du XXe siècle, l'urbanisation des pentes de la butte du Calvinet s'accélère, particulièrement autour des noyaux de la Côte-Pavée, qui s'organise autour du chemin de Montaudran (actuelle avenue Jean-Rieux), et de Bonhoure, le long de la route de Castres (actuelle avenue Camille-Pujol). Dès 1886, la population bénéficie de la présence de lignes de voitures hippomobiles Ripert qui permettent de rejoindre le centre de la ville et la place du Capitole. Elles sont remplacés, en 1910, par de véritables lignes de tramway électrique. En 1917, les terrains de la famille Bénac sont utilisés afin de tracer une nouvelle rue entre le chemin de Lafilaire et l'avenue de Lasbordes (actuelle avenue Raymond-Naves). Elle se borde de maisons et de pavillons avec jardins, construits principalement dans deuxième quart du XXe siècle, pour une population d'employés et de bourgeois, qui viennent chercher une vie plus proche de la « campagne ».

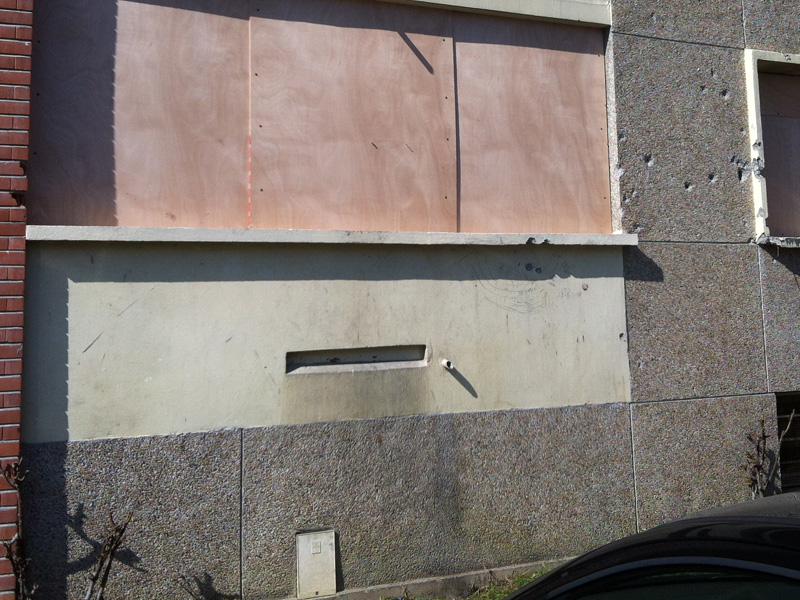
La façade de l'appartement de Mohammed Merah en 2012.

En 2012, Mohammed Merah loge dans un appartement de la cité Belle-Paule (actuel no 17). Il assassine, le 11 mars, un militaire, Imad Ibn Ziaten, près du gymnase du Château-de-l'Hers (actuel no 13 chemin de Limayrac). Le 15 mars, il assassine deux autres militaires à Montauban, Mohamed Legouad et Abel Chennouf. Le 19 mars, devant le groupe scolaire privé juif Ozar Hatorah (actuel no 33 rue Jules-Dalou), il tue trois enfants, Arié Sandler, Gabriel Sandler et Myriam Monsonego, ainsi qu'un professeur, Jonathan Sandler. C'est dans son logement de la rue du Sergent-Vigné que, le 22 mars, Mohammed Merah est tué à la suite de l'assaut du RAID.

## Patrimoine et lieux d'intérêt

### Cité Belle-Paule
La cité Belle-Paule est construite entre 1952 et 1956 par l'entreprise Déromédi sous la direction de l'architecte Robert-Louis Valle, représentatif du mouvement moderne toulousain. Elle se compose de douze immeubles de logements, pour un total de 350 logements, d'un petit centre commercial et d'une chaufferie, disposés autour du chemin du Coin-de-la-Moure, des rues Paul-Bonamy, du Soleil-Levant et du Sergent-Vigné,.
Les immeubles de logements s'élèvent sur six niveaux : un sous-sol semi-enterré, un rez-de-chaussée surélevé et quatre étages. Le niveau de sous-sol, éclairé de petites fenêtres, est mis en valeur par un parement de moellons de pierre de tailles différentes. Aux niveaux supérieurs, les façades sont habillées de plaques de gravier. L'uniformité est rompue par l'alternance des fenêtres, de tailles différentes, simples ou jumelles, dont l'encadrement en saillie est en béton enduit, et des balcons, également en béton enduit, ainsi que les pignons qui sont couverts d'un plaquis de brique. Les logements sont variés, du T2 au T5, en partie en copropriété privée et en partie sociaux.
- no  17 : immeuble[7].

### Maisons
- no  9 : maison (deuxième moitié du XXe siècle)[8].
- no  38 : maison (deuxième quart du XXe siècle)[9].
- no  31 : maison Aici Me Plazy (deuxième quart du XXe siècle)[10].

### Temple de l'Église réformée évangélique
L'Église réformée évangélique de Toulouse (ERET) se rattache aux courants réformé calviniste et évangélique, et elle est membre de l'Union nationale des Églises protestantes réformées évangéliques de France (UNEPREF), elle-même adhérente à la Fédération protestante de France (FPF).
Le temple est installé dans une maison de la rue du Sergent-Vigné (actuel no 24).